# Alexandre Pasteur
Pour les articles homonymes, voir Pasteur.
Alexandre Pasteur, né le 30 novembre 1970 à Pontarlier, est un journaliste sportif français spécialisé dans le ski, le cyclisme et l'athlétisme. Il travaille au sein du service des sports de France Télévisions depuis 2017.

## Carrière
Originaire de Pontarlier, il passe ses vingt premières années dans le Doubs. Son père est président des clubs de foot et de ski locaux à Pontarlier. Lecteur de L'Équipe dès l'âge de 9 ans, il se rêve journaliste sportif.
Après l’école de journalisme, il effectue quelques stages et CDD dans la presse régionale. En 1995, Eurosport cherche un remplaçant à Christophe Josse pour commenter le ski alpin. Il postule et est retenu par Bruno Poulain, rédacteur en chef d’Eurosport France. Il entre ainsi chez Eurosport en novembre 1995. Il commence alors par commenter le ski alpin notamment avec Franck Piccard ,, puis avec Jean-Pierre Vidal,, Florence Masnada ou, plus tard, Gauthier de Tessières lorsque celui-ci prend sa retraite sportive.
Il commente également et régulièrement l'athlétisme aux côtés de Stéphane Caristan et Dominique Chauvelier,.
Durant les Jeux olympiques d'hiver de 2010 à Vancouver, il commente les épreuves de ski alpin avec Jean-Pierre Vidal sur Eurosport 1. Passionné de vélo depuis toujours, il débute les commentaires de courses cyclistes par des remplacements de Patrick Chassé, journaliste spécialiste du cyclisme de la chaîne, pendant ses vacances. Après le départ de Chassé en 2010, la direction de la chaîne lui propose de s’investir davantage dans le vélo. Il devient ainsi le commentateur des plus grandes courses diffusées sur la chaîne. En 2011, il commente alors son premier Tour de France avec les consultants Jacky Durand et Richard Virenque,. De 2011 à 2016, il commente chaque année le Tour, toujours accompagné de ces deux consultants.
En 2017, après 21 ans à Eurosport, il rejoint France Télévisions pour devenir le commentateur principal des courses cyclistes dont, notamment, le Tour de France, à la place de Thierry Adam. Le 19 mars 2017, lors de son dernier jour d’antenne sur Eurosport, il commente sa 1200e course de ski. Il commente sa première course cycliste sur France 3 et France Ô en compagnie de Laurent Jalabert et Marion Rousse à l'occasion du Paris-Roubaix 2017. Il commente avec ces deux fidèles consultants la majorité des courses diffusées sur France 2 et France 3 notamment le Tour de France, Paris-Roubaix, le Tour des Flandres, Liège-Bastogne-Liège, l'Amstel Gold Race, la Flèche wallonne, le Critérium du Dauphiné, Paris-Nice, Paris-Tours, la Bretagne Classic ou encore les championnats de France, d'Europe et du Monde. À partir de 2022, il commente également chaque année une étape du Tour de France Femmes à la place de Nicolas Geay qui est contraint de prendre un jour de congé au cours des huit jours de course.
À partir de décembre 2017, il succède à Alexandre Boyon au commentaire du ski alpin sur France Télévisions,. Il commente aux côtés des consultants Luc Alphand et Carole Montillet. En 2018, il commente la cérémonie d'ouverture des JO de Pyeongchang avec Alexandre Boyon et Martine Prost, maître de conférence et ancienne directrice de l'Institut d'études coréennes au Collège de France.
En 2019, il est choisi par France Télévisions pour commenter les championnats du monde d'athlétisme à Doha aux côtés d'Alexandre Boyon, Stéphane Diagana et Yohann Diniz. Il remplace Patrick Montel qui commentait la compétition depuis sa création en 1983.
Durant les Jeux olympiques 2020 à Tokyo, il commente les épreuves d'athlétisme avec Alexandre Boyon, Stéphane Diagana et Nelson Monfort.
Durant les Jeux olympiques 2024 à Paris, il commente les épreuves d'athlétisme avec Alexandre Boyon ou Benoît Durand, les consultants Stéphane Diagana, Maryse Éwanjé-Épée et Christelle Daunay pour les marathons et avec Nelson Monfort pour les interviews. Durant les Jeux paralympiques, il commente l'athlétisme avec Benoît Durand, Renaud Goude et Maryse Éwanjé-Épée.

## Livres
- Alexandre Pasteur, Une décennie en bleue, Dps Dicosport, 20 novembre 2001, 140 p., 24,5 × 28,0 × 1,4 cm (ISBN 978-2-914643-01-6, EAN 9782914643016)
- Alexandre Pasteur et Frédéric Viard, Zoom sur l'athlétisme et les championnats du monde, Hachette Jeunesse, 2 juillet 2003, 48 p., 23 x 0,5 x 18 cm (ISBN 978-2-01-291970-9, EAN 978-2012919709)
- Alexandre Pasteur, Skieurs de légende, Glénat, 15 novembre 2017, 192 p., 28 × 21 cm (ISBN 978-2-344-01689-3, EAN 9782344016893)